# CDU/CSU

Logotype du groupe CDU/CSU au Bundestag.

CDU/CSU est le nom donné à la force politique formée en Allemagne sur le plan fédéral par les deux « partis-frères » de la droite démocrate-chrétienne et conservatrice, l'Union chrétienne-démocrate d'Allemagne (CDU), présente dans tous les Länder sauf en Bavière, et l'Union chrétienne-sociale en Bavière (CSU), présente en Bavière seulement. En Allemagne, elle est également appelée simplement « l’Union » (en allemand die Union).
La CDU et la CSU sont deux partis distincts, le rapprochement CDU/CSU n'a pas d'existence juridique en tant que telle en dehors du groupe CDU/CSU au Bundestag, qui rassemble les parlementaires membres de deux partis. Depuis 1949, ceux-ci présentent un candidat à la chancellerie commun lors des élections fédérales et agissent de concert lors de la formation des coalitions. Les deux partis ont également une organisation de jeunesse commune, la Junge Union.

## Histoire

### Années 1950 et 1960
Les deux partis naissent dans les années d’après-guerre comme forces politiques fondées sur les valeurs chrétiennes. Ils se constituent à partir de groupes locaux, d’où l’emploi du terme union dans leurs désignations. La CDU ne se réunit sur le plan fédéral qu’en 1950, après l’élection de Konrad Adenauer comme chancelier. Bien que la CSU ne soit présente qu’en Bavière, elle participe aux premières élections fédérales. Les parlementaires membres des deux partis forment à partir de 1949 un groupe parlementaire commun au Bundestag. Ils reproduisent ainsi le schéma de collaboration existant avant la guerre entre le Parti du centre allemand (Zentrum) et le Parti populaire bavarois (BVP), fondé par une dissidence de la branche bavaroise du Zentrum.

### Crise des années 1970
Le passage à gauche du Parti libéral-démocrate (FDP) et la formation de la coalition sociale-libérale en 1969 envoient la CDU/CSU dans l’opposition après deux décennies au pouvoir. Les élections de 1972 renforcent encore la coalition et pour la première fois le groupe SPD devient la première force parlementaire. Les démocrates-chrétiens cherchent par quels moyens retrouver une majorité à moyen terme. L’idée naît que la CSU pourrait se transformer en parti présent dans toute la Fédération et réunir les électeurs attirés par un positionnement clairement conservateur, tandis que la CDU occuperait le centre-droit et récupérerait les voix de certains électeurs du FDP, ce qui permettrait à l’Union de redevenir majoritaire. On parle de la transformation de la CSU en « quatrième parti » (vierte Partei), ce qui est inexact dans la mesure où elle a toujours été un parti distinct de la CDU. L’idée est populaire dans les rangs de la CSU, qui y voient une occasion de gagner en importance, mais la CDU la rejette car elle craint que la concurrence entre les deux partis ne conduise à de nouvelles pertes.
Au milieu des années 1970 se créent, hors de Bavière, des « Cercles des amis de la CSU » (Freundeskreise der CSU), qui se fédèrent en octobre 1975 en une Communauté d’action pour un quatrième parti (Aktionsgemeinschaft Vierte Partei, AVP). Sous la pression de la CDU, la CSU s’abstient de tout soutien à l’AVP, lequel retire sa candidature aux élections de 1976 trois semaines avant le vote.
La période est marquée par un conflit entre Helmut Kohl, président de la CDU et ministre-président de Rhénanie-Palatinat, et Franz Josef Strauss, président de la CSU, qui rivalisent pour la primauté personnelle au sein de l’Union. Ce conflit débouche sur un affrontement pour la candidature de la CDU/CSU à la chancellerie en vue des élections de 1976. Le 12 mai 1975, le bureau fédéral de la CDU désigne à l’unanimité Kohl comme candidat à la chancellerie. Le 8 juin, la CSU soutient au contraire la candidature de Strauß. Le 19 juin a lieu une rencontre des bureaux des deux partis afin de décider d’un candidat commun ; la candidature de Strauß est retirée et la CSU soutient Kohl comme candidat unitaire.
Aux élections du 3 octobre 1976, la CDU/CSU rate de peu la majorité absolue, mais ne peut gouverner du fait de l'alliance entre sociaux-démocrates et libéraux. Ceci décide Franz Josef Strauß à rompre l’union entre les deux partis. Le 19 novembre, avant le début de la nouvelle législature, les parlementaires membres de la CSU se réunissent au centre de formation de la fondation Hanns-Seidel, à Wildbad Kreuth. Au terme de près de douze heures de discussion, le retrait du groupe CDU/CSU (Kreuther Trennungsbeschluss) est décidé par 30 voix contre, 18 pour, une abstention et une voix nulle ; il est officiellement motivé par la volonté d’obtenir plus de temps de parole. Quelques jours plus tard, lors de la réunion du bureau provincial de la Junge Union au restaurant Wienerwald de Munich, Strauß attaque Kohl et déclare qu’il « ne sera jamais chancelier. Il est parfaitement incapable, il lui manque les qualités psychologiques, intellectuelles et politiques nécessaires. Tout lui manque pour cela. […] À quatre-vingt-dix ans, il écrira ses mémoires intitulés : J’ai été candidat à la chancellerie pendant quarante ans. Enseignements et expériences d’une époque amère. » Le « discours de Wienerwald » (Wienerwald-Rede) est publié le 29 novembre par Der Spiegel.
Kohl réagit en menaçant la CSU d’implanter la CDU en Bavière, ce qui compromettrait l’hégémonie de la CSU dans le Land. Après trois semaines de crise et de dures négociations entre Kohl et Strauß, la CSU annule le 12 décembre la décision de Kreuth et le groupe CDU/CSU est maintenu dans la nouvelle législature, qui commence le 14 décembre. La CSU obtient cependant une plus grande autonomie au sein du groupe : elle est libre de prendre position de manière indépendante et les décisions les plus importantes ne peuvent être prises qu’avec son accord.
L’idée d’un « quatrième parti » reste envisagée dans les années qui suivent ; Franz Josef Strauß y voit en particulier une solution pour revenir au pouvoir, tandis qu’Helmut Kohl et la CDU la rejettent. Les avis de Kohl et de Strauß diffèrent également en ce qui concerne le FDP : Strauß le voit comme un parti de gauche durablement associé au SPD, tandis que Kohl considère comme possible d’arriver au pouvoir en provoquant son rebasculement à droite. Kohl, d’orientation modérée, préfère également une coalition avec le FDP plutôt qu’avec la seule CSU renforcée par une implantation fédérale.

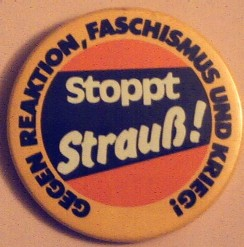
Badge de la campagne anti-Strauß de 1980 portant les inscriptions Stoppez Strauß ! et Contre la réaction, le fascisme et la guerre.

Au printemps 1979, la désignation du candidat à la chancellerie pour les élections de l’année suivante suscite de nouvelles tensions. Le 24 mai, Strauß pose sa candidature, tandis que la CDU avance le 28 mai celle d’Ernst Albrecht, ministre-président de Basse-Saxe. Les deux candidatures ne pouvant être départagées ni par une commission ad hoc, ni par un collège d’électeurs, la décision doit être prise par le groupe CDU/CSU au Bundestag. En juin, Strauß renouvelle ses menaces de constitution d’un quatrième parti. Le 2 juillet, le groupe CDU/CSU le désigne comme candidat à la chancellerie par 135 voix contre 102 à Albrecht.
Dans son discours de Sonthofen, Strauß prédit l’entrée de la République fédérale dans une grande crise. Il attaque la coalition au pouvoir et le FDP, qu’il qualifie de parti de gauche. Il évoque également la question du terrorisme avec des accents alarmistes. Cette orientation radicale renforce la coalition sociale-libérale, qui répond par une campagne « Stoppez Strauß ».
La CDU/CSU essuie une défaite claire aux élections du 5 octobre 1980, une partie de ses électeurs étant passés au FDP. Strauß voit la fin de ses ambitions fédérales et se replie sur la Bavière en abandonnant l’idée d’un « quatrième parti ». Kohl voit au contraire sa position renforcée au sein de l’Union, qu’il entreprend de rapprocher du FDP. À l’automne 1982, ses efforts sont couronnés du succès : le FDP quitte la coalition sociale-libérale, forme avec la CDU/CSU une nouvelle coalition noire-jaune, et Kohl est élu chancelier fédéral le 1er octobre.

### Ère Kohl
Sous la direction d’Helmut Kohl, la CDU/CSU remporte quatre élections successives en 1983, en 1987, en 1990 et en 1994, et gouverne avec le Parti libéral-démocrate au sein d’une coalition noire-jaune. Elle est renvoyée dans l’opposition après seize années au pouvoir lors des élections de 1998.

### Années 2000

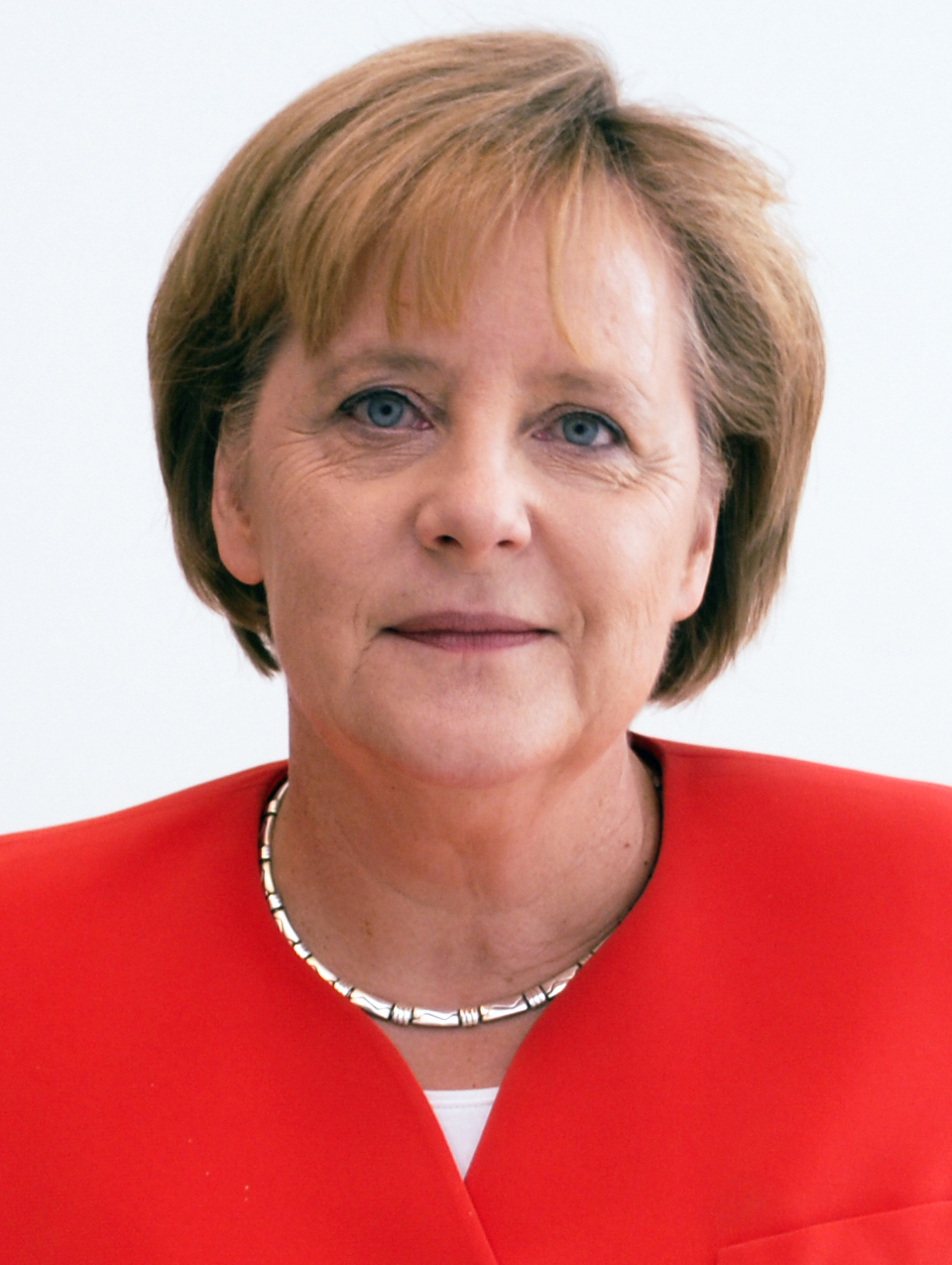
Angela Merkel, artisane du retour au pouvoir de la CDU/CSU après les années Kohl.

Élue au poste de président fédéral de la CDU en avril 2000, Angela Merkel connaît cependant des oppositions internes et se retrouve en position difficile pour une candidature à la chancellerie lors des élections prévues en septembre 2002. Friedrich Merz, président du groupe CDU/CSU et à ce titre chef de l’opposition au Bundestag, se déclare dès février 2001, et plusieurs dirigeants du parti commencent à envisager une candidature d’Edmund Stoiber, ministre-président de Bavière et président de la CSU.
Le 11 janvier 2002, Angela Merkel et Edmund Stoiber prennent ensemble ce qu’on appellera le « petit déjeuner de Wolfratshausen » (Wolfratshausener Frühstück), au domicile de Stoiber à Wolfratshausen. Ils décident à cette occasion que Stoiber sera le candidat de la CDU/CSU à la chancellerie.
Le SPD de Gerhard Schröder parvenant à rattraper son retard pendant la campagne, la droite perd de justesse les élections de 2002. L’issue de ces élections est comparable à celle des élections de 1980 en ce qui concerne la primauté au sein de l’Union : le président de la CSU, après un échec électoral, renonce à ses ambitions fédérales, tandis que celui de la CDU voit sa position renforcée pour la candidature suivante. Merkel peut écarter son rival Friedrich Merz et le remplace à la présidence du groupe CDU/CSU, tandis que Stoiber lui laisse la candidature à la chancellerie pour les élections de 2005.
Ce scrutin constitue une déception pour les chrétiens-démocrates : bien qu'arrivés en tête, ils se contentent d'environ 35 % des voix et se trouvent dans l'incapacité de former une nouvelle coalition avec le FDP. Merkel se résout alors à constituer la deuxième « grande coalition » de l'histoire fédérale, s'unissant pour quatre ans avec le SPD. La CDU/CSU enregistre un nouveau recul aux élections de 2009 : tombée à 33,8 % des suffrages, elle réalise son plus mauvais résultat depuis 1949. À l'inverse, les libéraux réalisent une percée historique et les deux forces du centre droit s'associent, rejetant les sociaux-démocrates dans l'opposition.
L'année 2013 est celle du succès : tandis que la CSU retrouve sa majorité absolue au Landtag de Bavière, la CDU/CSU obtient 41,5 % des voix aux élections fédérales, son meilleur score depuis 1990. Le FDP ayant disparu du Bundestag, Angela Merkel entame son troisième mandat en gouvernant de nouveau avec le SPD.

### Crise migratoire
L’année 2015 s’annonce être une année difficile pour la chancelière allemande, Angela Merkel, presque un million d’immigrants seront accueillis dans le pays, ce qui se reflète dans les résultats des élections régionales, en 2016, la CDU doit assumer un échec lors des élections régionales de 2016 en Mecklembourg-Poméranie-Occidentale, où elle sera reléguée en troisième position, arrivant même derrière la AfD.
Les élections fédérales de 2017 sont un échec pour la CDU/CSU qui arrive malgré en tout en tête avec 32,9 % des suffrages. Les sociaux-démocrates refusant dans un premier temps de participer au nouveau gouvernement pour reconstituer une « grande coalition », Merkel se tourne vers les écologistes et les libéraux qui font leur retour au parlement après quatre ans d’absence. L'échec de ces négociations fait un temps croire à la nécessité d'organiser de nouvelles élections fédérales. Le SPD accepte finalement de sortir de l'opposition, permettant ainsi la formation du cabinet Merkel IV. 
Mais le 14 juin 2018, un conflit éclate au grand public : la chancelière allemande, Angela Merkel (CDU) et son ministre de l’intérieur, Horst Seehofer (CSU), ancien ministre-président du Bavière, n’arrivent pas à se mettre d’accord sur un plan politique migratoire. La CSU menace de faire passer le plan par décision ministérielle, ce qui pourrait provoquer la fin de l’Union CDU/CSU mais aussi la fin de la coalition gouvernementale,.
La crise atteint son pic dans la nuit du 1er au 2 juillet, où après plus de huit heures de discussion avec son parti, Horst Seehofer menace de démissionner de tous ses mandats. Proches de l’éclatement, les deux partis arrivent après des heures de discussions le 2 juillet à mettre un accord en place, et Horst Seehofer reste ministre de l’intérieur.

### Crise sanitaire
Deux députés de la formation sont suspectés d'avoir gagné de l'argent en jouant les intermédiaires dans l'acquisition publique de masques contre la Covid-19.

## Candidature à la chancellerie
Depuis la fondation de la République fédérale, La CDU/CSU désigne à chaque élection législative fédérale un candidat commun à la chancellerie (Kanzlerkandidat). Il est généralement issu de la CDU, mais le président de la CSU l’a été deux fois.
| Nom                  | Nom                           | Parti | Occasion                     | Résultat |
| -------------------- | ----------------------------- | ----- | ---------------------------- | -------- |
|                      | Konrad Adenauer               | CDU   | Élections de 1949            | Succès   |
| Élections de 1953    | Konrad Adenauer               | CDU   | Succès                       |          |
| Élections de 1957    | Konrad Adenauer               | CDU   | Succès                       |          |
| Élections de 1961    | Konrad Adenauer               | CDU   | Succès                       |          |
| Ludwig Erhard        | Succession d’Adenauer en 1963 | CDU   | Succès                       |          |
| Ludwig Erhard        | Élections de 1965             | CDU   | Succès                       |          |
| Kurt Georg Kiesinger | Succession d’Erhard en 1966   | CDU   | Succès                       |          |
| Kurt Georg Kiesinger | Élections de 1969             | CDU   | Échec                        |          |
| Rainer Barzel        | Censure constructive en 1972  | CDU   | Échec                        |          |
| Rainer Barzel        | Élections de 1972             | CDU   | Échec                        |          |
| Helmut Kohl          | Élections de 1976             | CDU   | Échec                        |          |
|                      | Franz Josef Strauss           | CSU   | Élections de 1980            | Échec    |
|                      | Helmut Kohl                   | CDU   | Censure constructive en 1982 | Succès   |
| Élections de 1983    | Helmut Kohl                   | CDU   | Succès                       |          |
| Élections de 1987    | Helmut Kohl                   | CDU   | Succès                       |          |
| Élections de 1990    | Helmut Kohl                   | CDU   | Succès                       |          |
| Élections de 1994    | Helmut Kohl                   | CDU   | Succès                       |          |
| Élections de 1998    | Helmut Kohl                   | CDU   | Échec                        |          |
|                      | Edmund Stoiber                | CSU   | Élections de 2002            | Échec    |
|                      | Angela Merkel                 | CDU   | Élections de 2005            | Succès   |
| Élections de 2009    | Angela Merkel                 | CDU   | Succès                       |          |
| Élections de 2013    | Angela Merkel                 | CDU   | Succès                       |          |
| Élections de 2017    | Angela Merkel                 | CDU   | Succès                       |          |
| Armin Laschet        | Élections de 2021             | CDU   | Échec                        |          |
| Friedrich Merz       | Élections de 2025             | CDU   | Succès                       |          |

## Résultats électoraux

### Bundestag
| Année | Voix   | Mandats   | Rang | Gouvernement                                                   |
| ----- | ------ | --------- | ---- | -------------------------------------------------------------- |
| 1949  | 31,0 % | 141 / 410 | 1er  | Adenauer I                                                     |
| 1953  | 45,2 % | 243 / 487 | 1er  | Adenauer II                                                    |
| 1957  | 50,2 % | 270 / 497 | 1er  | Adenauer III                                                   |
| 1961  | 45,3 % | 242 / 496 | 1er  | Adenauer IV (1961-1962) et V (1962-1963), Erhard I (1963-1965) |
| 1965  | 47,6 % | 245 / 496 | 1er  | Erhard II (1965-1966), Kiesinger (1966-1969)                   |
| 1969  | 46,0 % | 242 / 496 | 1er  | Opposition                                                     |
| 1972  | 44,8 % | 225 / 496 | 2e   | Opposition                                                     |
| 1976  | 48,6 % | 243 / 496 | 1er  | Opposition                                                     |
| 1980  | 44,5 % | 226 / 519 | 1er  | Opposition (1980-1982), Kohl I (1982-1983)                     |
| 1983  | 48,7 % | 244 / 520 | 1er  | Kohl II                                                        |
| 1987  | 44,2 % | 223 / 519 | 1er  | Kohl III                                                       |
| 1990  | 43,8 % | 319 / 662 | 1er  | Kohl IV                                                        |
| 1994  | 41,5 % | 294 / 672 | 1er  | Kohl V                                                         |
| 1998  | 35,5 % | 245 / 669 | 2e   | Opposition                                                     |
| 2002  | 38,5 % | 248 / 603 | 2e   | Opposition                                                     |
| 2005  | 35,2 % | 226 / 614 | 1er  | Merkel I                                                       |
| 2009  | 33,8 % | 239 / 622 | 1er  | Merkel II                                                      |
| 2013  | 41,6 % | 311 / 631 | 1er  | Merkel III                                                     |
| 2017  | 32,9 % | 246 / 709 | 1er  | Merkel IV                                                      |
| 2021  | 24,1 % | 197 / 736 | 2e   | Opposition                                                     |
| 2025  | 28,5 % | 208 / 630 | 1er  | Merz                                                           |

### Landtage

La représentation de la CDU/CSU dans les 16 Landtage allemands :
Opposition
Partenaire de coalition minoritaire
Partenaire de coalition majoritaire

- En italique : partenaire minoritaire de coalition ;
- En gras : gouvernement de majorité absolue.

| Land                               | Députés  | Rang | Gouvernement    |
| ---------------------------------- | -------- | ---- | --------------- |
| Bade-Wurtemberg                    | 42 / 154 | 2e   | Kretschmann III |
| Bavière                            | 85 / 203 | 1er  | Söder III       |
| Berlin                             | 52 / 159 | 1er  | Wegner          |
| Brandebourg                        | 12 / 88  | 4e   | Opposition      |
| Brême                              | 24 / 87  | 2e   | Opposition      |
| Hambourg                           | 20 / 121 | 2e   | Opposition      |
| Hesse                              | 52 / 133 | 1er  | Rhein II        |
| Mecklembourg-Poméranie-Occidentale | 12 / 79  | 3e   | Opposition      |
| Basse-Saxe                         | 47 / 146 | 2e   | Opposition      |
| Rhénanie-du-Nord-Westphalie        | 75 / 195 | 1er  | Wüst II         |
| Rhénanie-Palatinat                 | 31 / 101 | 2e   | Opposition      |
| Sarre                              | 19 / 51  | 2e   | Opposition      |
| Saxe                               | 41 / 120 | 1er  | Kretschmer III  |
| Saxe-Anhalt                        | 40 / 97  | 1er  | Haseloff III    |
| Schleswig-Holstein                 | 25 / 73  | 1er  | Günther II      |
| Thuringe                           | 23 / 88  | 2e   | Voigt           |

### Parlement européen
| Année | %    | Sièges  | Rang | Groupe |
| ----- | ---- | ------- | ---- | ------ |
| 1979  | 49,2 | 42 / 78 | 1er  | PPE    |
| 1984  | 45,9 | 41 / 78 | 1er  | PPE    |
| 1989  | 37,8 | 32 / 78 | 1er  | PPE    |
| 1994  | 38,8 | 47 / 99 | 1er  | PPE-DE |
| 1999  | 48,7 | 53 / 99 | 1er  | PPE-DE |
| 2004  | 44,5 | 49 / 99 | 1er  | PPE-DE |
| 2009  | 37,9 | 42 / 99 | 1er  | PPE    |
| 2014  | 35,4 | 34 / 96 | 1er  | PPE    |
| 2019  | 28,9 | 29 / 96 | 1er  | PPE    |
| 2024  | 30,0 | 29 / 96 | 1er  | PPE    |

## Ressources